# Gene Henslee
Gene Henslee (* in Boswell, Oklahoma) ist ein US-amerikanischer Country-Musiker. Henslee ist einer der wenigen Country-Musiker, die für das Soul-Label Motown Records aufnahmen.

## Karriere
Gene Henslee wurde in Oklahoma geboren und gründete seine erste Band, die Rancho Valley Boys, in New Mexico Ende der 1940er-Jahre. Bereits 1953 startete er seine Jahrzehnte andauernde Karriere im Studio. Für Imperial Records unterschrieb er einen Vertrag und hielt am 1. Januar 1954 seine erste Session in Jim Beck’s Studio in Dallas, Texas, ab, die Diggin‘ and Datin‘ produzierte. Aus einer weiteren Session ungefähr fünf Monate später entstand Rockin‘ Baby, seine zweite Single. Beide Songs standen zwischen Country und Rockabilly.
Ab 1954 arbeitete Henslee auch als Disc Jokey bei dem Radiosender KIHN in Hugo, Oklahoma. Seine Aufnahmetätigkeit unterbrach er bis 1963, als er Titel für United Artists Records einspielte. In den nächsten Jahren folgten weitere Platten bei Josie, Brownfield, Robbie, Starday, Le Cam, Billie Fran und GG Records. Henslee war auch einer der wenigen Country-Musiker, der für das berühmte Motown-Label in Detroit, Michigan, aufnahmen. Motown feierte in den 1960er-Jahren mit Soul große Erfolge, betrieb aber auch das Sublabel Mel-O-Dy, bei dem Henslee eine Single veröffentlichte.
Für das Starday-Tribute-Album, das Bob Wills ehrte, schrieb Henslee 1970 die Schlussnummer und spielte 1975 sein eigenes Bob-Wills-Album unter dem Titel The Boy From Turkey Texas ein. Die meisten seiner 1960er-Jahre Produktionen nahm Henslee in Cliff Herings Aufnahmestudio in Fort Worth, Texas, auf; ab Mitte der 1970er-Jahre wurde es dann ruhiger um ihn.

## Diskografie

### Singles
| Jahr | Titel                                                   | Label #           |
| ---- | ------------------------------------------------------- | ----------------- |
| 1953 | How Can I Tell You / What Will You Do Then              | Imperial X8178    |
| 1954 | Dig’n’ and Datin’ / A Girl Named Heart Brake [!]        | Imperial X8227    |
| 1954 | Rockin’ Baby / What Will I Do                           | Imperial X8277    |
| 1963 | ? / ?                                                   | United Artist     |
| 1964 | Beautiful Women / Shambles                              | Mel-O-Dy 110      |
| 1967 | The Soul of a Man – Part 1 / The Soul of a Man – Part 2 | Josie 982         |
| 1970 | Life to Legend / Things I Want to Be                    | Starday 45-904    |
|      | Shambles / I Just Ain’t Got                             | Brownfield BF-1/2 |
|      | A Heck of a Life / Back In My Wild Days                 | Brownfield BF-3/4 |

### Alben
1975: The Boy From Turkey Texas